# Tetsurō Miura
Tetsurō Miura (jap. 三浦 哲郎, Miura Tetsurō; * 12. April 1956 in der Präfektur Shizuoka; † 28. April 2018 in der Präfektur Aichi) war ein japanischer Fußballtrainer.

## Karriere
1992 wurde Miura bei Nagoya Grampus Eight als Co-Trainer eingestellt. Im November 1994 wurde Miura Cheftrainer. 1997 wurde Miura Co-Trainer von Kawasaki Frontale. 1998 wurde Miura Co-Trainer von Vissel Kobe. 1999 kehrte er nach Nagoya Grampus Eight zurück. Im Juli 2001 wurde Miura Cheftrainer.